# Микки и конкурсанты-любители
«Любители Микки» (англ. Mickey's Amateurs) — американский короткометражный мультфильм 1937 года, созданный Walt Disney Productions и выпущенный United Artists. Первоначально получил название «Концерт для любителей Микки».

## Роли озвучивали
- Микки Маус: Уолт Дисней
- Дональд Дак: Кларенс Нэш
- Гуфи: Пинто Колвиг
- Пит: Пинто Колвиг
- корова Кларабель: Эльвия Оллман
- Участник конкурса по вокалу: Пинто Колвиг
- Клара Клак: Флоренс Гилл[2][3][4][5]

## Выпуск
Этот короткометражный фильм был выпущен 4 декабря 2001 года на DVD Walt Disney Treasures: Mickey Mouse in Living Color.

## Отзывы
19 июня 1937 года газета Motion Picture Herald опубликовала обзор на «Любители Микки», в котором говорилось: «Чтобы оценить и получить удовольствие от мультфильма, нужно увидеть его. Веселье, которое он предлагает, не поддается описанию».